# Stadio Iuliu Bodola
Lo stadio Iuliu Bodola (in romeno Stadionul Iuliu Bodola) è un impianto calcistico di Oradea. Di proprietà del comune di Oradea, ospitava le gare interne del CA Oradea (fino al 1963, prima dello scioglimento del club) e Bihor Oradea (fino al 2016, prima del fallimento della società).
Soprannominato Stadionul FC Bihor, con 11 155 posti a sedere, limitato da 18 000, è il 32º impianto calcistico nel paese per capacità.

## Denominazione
- Dal 1924 al 2008: Stadionul Municipal
- Dal 2008 ad oggi: Stadionul Iuliu Bodola